# Lijst van staatshoofden van Finland
Dit is een lijst van staatshoofden van Finland.

## Zweedse overheersing

### Koningen van Zweden

#### Huizen Sverker en Erik
| Monarch | Monarch                           | Regeringsperiode | Huis         |
| ------- | --------------------------------- | ---------------- | ------------ |
|         | Sverker I de Oudere (1130-1156)   | 1130-1156        | Huis Sverker |
|         | Erik IX de Heilige (1120-1160)    | 1156-1160        |              |
|         | Karel VII Sverkersson (1130-1167) | 1160-1167        | Huis Sverker |
|         | Knoet I Eriksson (1160-1196)      | 1167-1195        | Huis Erik    |
|         | Sverker II de Jongere (1160-1210) | 1196-1208        | Huis Sverker |
|         | Erik X Knutsson (1180-1216)       | 1208-1216        | Huis Erik    |
|         | Johan I Sverkersson (1201-1222)   | 1216-1222        | Huis Sverker |
|         | Erik XI Eriksson (1216-1250)      | 1222-1229        | Huis Erik    |
|         | Knoet II Långe (?-1234)           | 1229-1234        |              |
|         | Erik XI Eriksson (1216-1250)      | 1234-1250        | Huis Erik    |

#### HuisFolkung
| Monarch | Monarch                                      | Regeringsperiode |
| ------- | -------------------------------------------- | ---------------- |
|         | Waldemar I Birgersson (1239-1302)            | 1250-1275        |
|         | Magnus I Ladulås (Schuurgrendel) (1240-1290) | 1275-1290        |
|         | Birger I Magnusson                           | 1290-1318        |
|         | Magnus II Eriksson                           | 1319-1364        |
|         | Erik XII Magnusson                           | 1356-1359        |

#### HuisMecklenburg
| Monarch | Monarch                              | Regeringsperiode |
| ------- | ------------------------------------ | ---------------- |
|         | Albrecht van Mecklenburg (1338-1412) | 1363-1389        |

#### Unie van Kalmar
| Monarch | Monarch                                | Regeringsperiode |
| ------- | -------------------------------------- | ---------------- |
|         | Margaretha I (1353-1412)               | 1389-1412        |
|         | Erik XIII van Pommeren (1382-1459)     | 1412-1439        |
|         | Christoffel van Beieren (1418-1448)    | 1439-1448        |
|         | Karel VIII Knutsson Bonde (1409-1470)  | 1448-1457        |
|         | Christiaan I van Oldenburg (1426-1481) | 1457-1464        |
|         | Karel VIII Knutsson Bonde (1409-1470)  | 1464-1465        |
|         | Karel VIII Knutsson Bonde (1409-1470)  | 1467-1470        |
|         | Christiaan I van Oldenburg (1426-1481) | 1470-1471        |
|         | Johan II (1455-1513) Hans              | 1497-1501        |
|         | Christiaan II De Tiran (1481-1559)     | 1520-1521        |

#### HuisWasa
| Monarch | Monarch                    | Regeringsperiode |
| ------- | -------------------------- | ---------------- |
|         | Gustaaf I Wasa (1496-1560) | 1521-1560        |
|         | Erik XIV (1533-1577)       | 1560-1568        |
|         | Johan III (1537-1592)      | 1568-1581        |

### Groothertogen van Finland

#### HuisWasa
| Monarch | Monarch                               | Regeringsperiode |
| ------- | ------------------------------------- | ---------------- |
|         | Johan III (1537-1592)                 | 1581-1592        |
|         | Sigismund (1566-1632)                 | 1592-1599        |
|         | Karel IX (1550-1611)                  | 1599-1611        |
|         | Gustaaf II Adolf De Grote (1594-1632) | 1611-1632        |
|         | Christina (1626-1689)                 | 1632-1654        |

#### HuisPalts-Tweebruggen-Kleeburg
| Monarch | Monarch                     | Regeringsperiode |
| ------- | --------------------------- | ---------------- |
|         | Karel X Gustaaf (1622-1660) | 1654-1660        |
|         | Karel XI (1655-1697)        | 1660-1697        |
|         | Karel XII (1682-1718)       | 1697-1718        |
|         | Ulrike Eleonora (1688-1741) | 1719-1720        |

#### HuisHessen-Kassel
| Monarch | Monarch                | Regeringsperiode |
| ------- | ---------------------- | ---------------- |
|         | Frederik I (1676-1751) | 1720-1751        |

#### HuisHolstein-Gottorp
| Monarch | Monarch                      | Regeringsperiode |
| ------- | ---------------------------- | ---------------- |
|         | Adolf Frederik (1710-1771)   | 1751-1771        |
|         | Gustaaf III (1746-1792)      | 1771-1792        |
|         | Gustaaf IV Adolf (1778-1837) | 1792-1809        |

## Russische Overheersing

### Groothertogen van Finland

#### HuisRomanov
| Monarch | Monarch                   | Regeringsperiode |
| ------- | ------------------------- | ---------------- |
|         | Alexander I (1777-1825)   | 1801-1825        |
|         | Nicolaas I (1796-1855)    | 1825-1855        |
|         | Alexander II (1818-1881)  | 1855-1881        |
|         | Alexander III (1845-1894) | 1881-1894        |
|         | Nicolaas II (1868-1918)   | 1894-1917        |

## Onafhankelijk Finland (1917-heden)

### 'Regenten' van Finland (1917-1918)
| Regent | Regent                            | Periode   |
| ------ | --------------------------------- | --------- |
|        | Eemil Nestor Setälä (1864-1935)   | 1917      |
|        | Otto Johannes Lundson             | 1917      |
|        | Pehr Evind Svinhufvud (1861-1944) | 1917-1918 |

### Koningen van Finland (1918)

#### HuisHessen
| Monarch | Monarch             | Regeringsperiode |
| ------- | ------------------- | ---------------- |
|         | Väinö I (1868-1940) | 1918             |

### 'Regenten' van Finland (1918-1919)
| Regent | Regent                             | Periode   |
| ------ | ---------------------------------- | --------- |
|        | Carl Gustav Mannerheim (1867-1951) | 1918-1919 |

## Presidenten van Finland (1919–1946)
| President | President                           | Ambtstermijn |
| --------- | ----------------------------------- | ------------ |
|           | Kaarlo Juho Ståhlberg (1865-1952)   | 1919-1925    |
|           | Lauri Kristian Relander (1883-1942) | 1925-1931    |
|           | Pehr Evind Svinhufvud (1861-1944)   | 1931-1937    |
|           | Kyösti Kallio (1873-1940)           | 1937-1940    |
|           | Risto Heikki Ryti (1889-1956)       | 1940-1944    |
|           | Carl Gustav Mannerheim (1867-1951)  | 1944-1946    |

## Presidenten van Finland (1946–heden)
| Nr. | President van Finland | President van Finland | President van Finland            | Ambtstermijn    | Ambtstermijn    | Partij(en)                    | Verkiezing(en) |
| --- | --------------------- | --------------------- | -------------------------------- | --------------- | --------------- | ----------------------------- | -------------- |
| 7   |                       | Juho Kusti Paasikivi  | Juho Kusti Paasikivi (1870–1956) | 11 maart 1946   | 1 maart 1956    | Nationale Coalitiepartij      | 1946           |
| 7   | 1950                  | Juho Kusti Paasikivi  | Juho Kusti Paasikivi (1870–1956) | 11 maart 1946   | 1 maart 1956    | Nationale Coalitiepartij      |                |
| 8   |                       | Urho Kekkonen         | Urho Kekkonen (1900–1986)        | 1 maart 1956    | 27 januari 1982 | Centrumpartij                 | 1956           |
| 8   | 1962                  | Urho Kekkonen         | Urho Kekkonen (1900–1986)        | 1 maart 1956    | 27 januari 1982 | Centrumpartij                 |                |
| 8   | 1968                  | Urho Kekkonen         | Urho Kekkonen (1900–1986)        | 1 maart 1956    | 27 januari 1982 | Centrumpartij                 |                |
| 8   | 1978                  | Urho Kekkonen         | Urho Kekkonen (1900–1986)        | 1 maart 1956    | 27 januari 1982 | Centrumpartij                 |                |
| 9   |                       | Mauno Koivisto        | Mauno Koivisto (1923–2017)       | 27 januari 1982 | 1 maart 1994    | Sociaal- Democratische Partij | 1982           |
| 9   | 1988                  | Mauno Koivisto        | Mauno Koivisto (1923–2017)       | 27 januari 1982 | 1 maart 1994    | Sociaal- Democratische Partij |                |
| 10  |                       | Martti Ahtisaari      | Martti Ahtisaari (1937–2023)     | 1 maart 1994    | 1 maart 2000    | Sociaal- Democratische Partij | 1994           |
| 11  |                       | Tarja Halonen         | Tarja Halonen (1943)             | 1 maart 2000    | 1 maart 2012    | Sociaal- Democratische Partij | 2000           |
| 11  | 2006                  | Tarja Halonen         | Tarja Halonen (1943)             | 1 maart 2000    | 1 maart 2012    | Sociaal- Democratische Partij |                |
| 12  |                       | Sauli Niinistö        | Sauli Niinistö (1948)            | 1 maart 2012    | 1 maart 2024    | Nationale Coalitiepartij      | 2012           |
| 12  | 2018                  | Sauli Niinistö        | Sauli Niinistö (1948)            | 1 maart 2012    | 1 maart 2024    | Nationale Coalitiepartij      |                |
| 13  |                       | Alexander Stubb       | Alexander Stubb (1968)           | 1 maart 2024    | heden           | Nationale Coalitiepartij      | 2025           |